# Aleksandra Butlewska
Aleksandra Butlewska (ur. 25 stycznia 1999) – polska judoczka.
Zawodniczka SGKS Wybrzeże Gdańsk (od 2012). Brązowa medalistka mistrzostw Polski seniorek 2018 w kategorii do 63 kg. Ponadto m.in. wicemistrzyni Polski juniorek 2018 oraz wicemistrzyni Polski kadetek 2016.